# Station Manors
Manors is een spoorwegstation van National Rail aan de East Coast Main Line in Newcastle Upon Tyne in Engeland. Het station is eigendom van Network Rail en wordt beheerd door Northern Rail. 